# PERFORMER CHIKI
PERFORMER CHIKI（ぱふぉーまー ちき）は日本のパフォーマー。コンタクトジャグリングとアニメーションダンスを合わせたショーを行なう。

## 受賞歴
- 2006年 福山大道芸フェスティバル 優勝
- 2007年 POWER EGG 2007 全国大会 準グランプリ
- 2007年 としまえん大道芸フェスティバル 準グランプリ
- 2008年 アリオ川口大道芸フェスティバル 準グランプリ
- 2008年 芸王グランプリ九州大会 優勝
- 2008年 芸王グランプリ全国大会 優勝
- 2009年 全国大道芸グランプリIN函館朝市 優勝

## 主な出演経歴

### TV
- フジテレビ「東京ジモティ」
- NHK「おはよう日本」
- テレビ朝日「銭形金太郎」
- NHK「おかあさんといっしょ みんなであそぼ! 不思議な不思議なワンダーランド」（2006年）
- テレビ朝日「ストリートファイターズ」 ジャグリングの世界 （2006年）
- BS.hi「アインシュタインの眼」 （2009年）

### その他
- パチンコCR松浦亜弥 プレス発表会